# Silvicultura

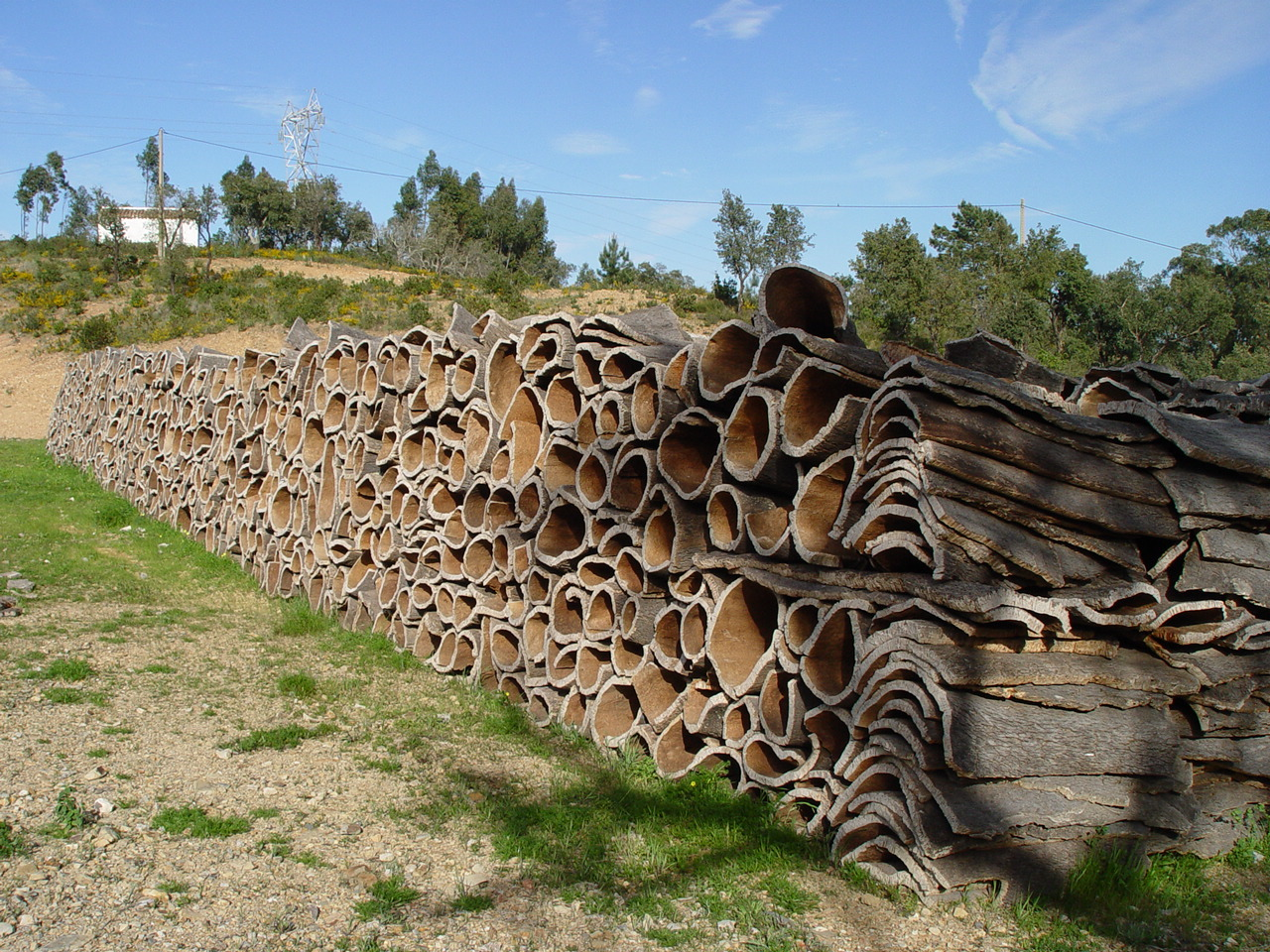
Corcho apilado. El alcornoque es uno de los árboles más preciados del bosque mediterráneo.

La silvicultura (del latín silva, selva, bosque, y cultura, cultivo) es la disciplina que trata sobre la gestión de los bosques o montes forestales y también, por extensión, la ciencia que trata de este cultivo; es decir, de las técnicas que se aplican a las masas forestales para obtener de ellas una producción continua y sostenible de bienes y servicios demandados por la sociedad. Estas técnicas se pueden definir como tratamientos silvícolas, cuyo objetivo es garantizar dos principios básicos: la persistencia y mejora de la masa (continuidad en el tiempo y aumento de su calidad) y su uso múltiple. El silvicultor es el que emplea diferentes tratamientos silvícolas en función de lo que quiera obtener, como madera, leña, frutos, calidad ambiental. Por ello, la silvicultura siempre ha estado orientada a la conservación del medio ambiente y de la naturaleza, a la protección de cuencas hidrográficas, al mantenimiento de pastos para el ganado y a la función pública de los bosques. La silvicultura origina una producción diversa (diferencia clara con la agricultura), siendo necesaria la compatibilización de todas las producciones y externalizaciones que produce. Será el principio de preferencia quien rija el orden de estas, mediante listas de preferencias jerarquizadas...

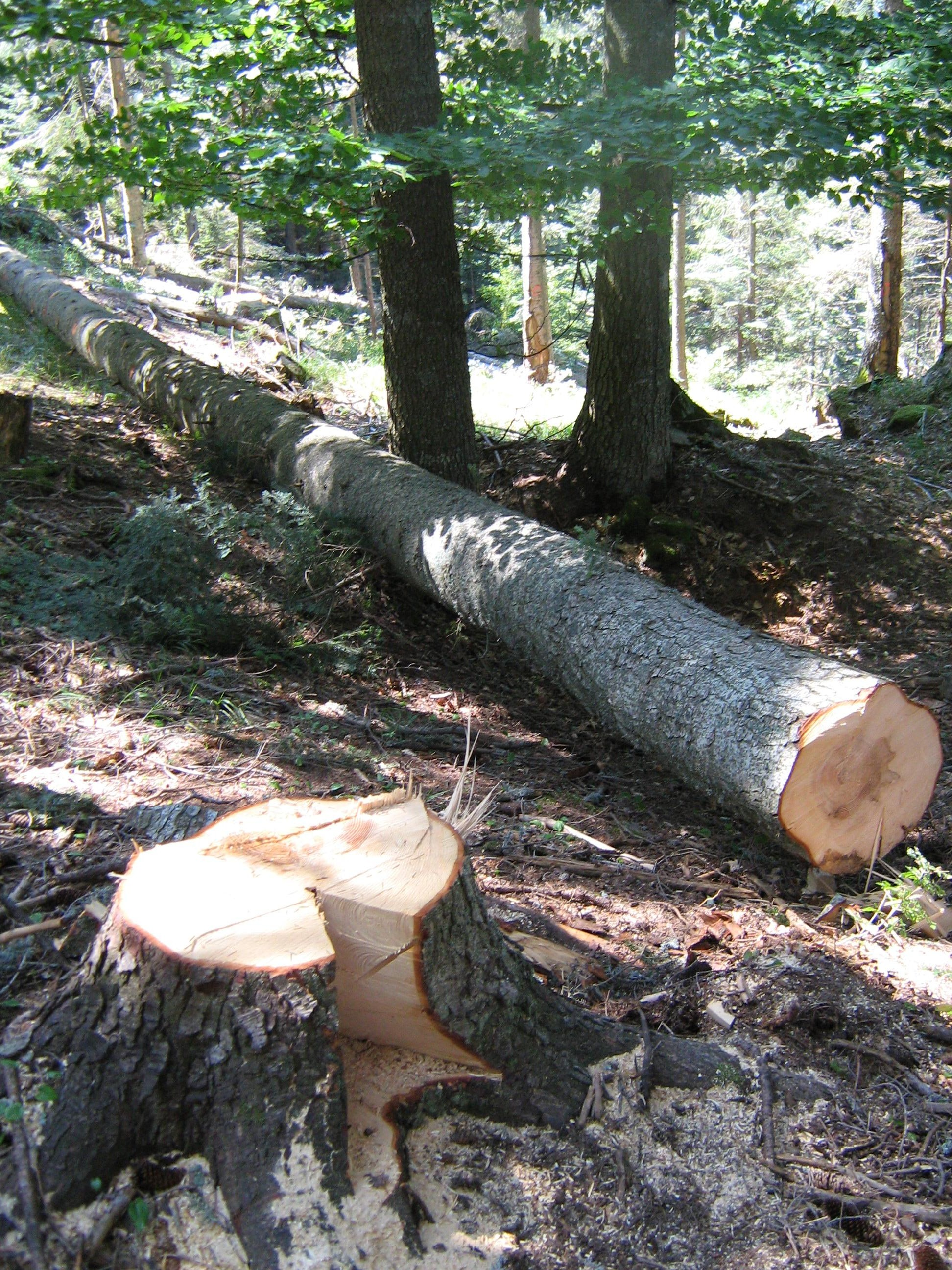
Tala silvicultural de abeto blanco en bosque en los Alpes italianos.

La producción de una masa se puede dividir en: 
- Producción directa: (maderable y no maderable): productos inmediatos o materias primas ( ej: madera, leñas, corcho, resina, caza, entre otras.)

- Producción indirecta: productos mediatos o externalidades positivas. Lo generan las masas por el hecho de existir (por ejemplo: fijación de carbono, regulación del ciclo hidrológico, biodiversidad, etc.)

Forman parte de su campo el arte de crear o conservar un bosque, y la teoría y la práctica de regular el establecimiento de una masa arbórea, su composición y desarrollo; para ello se apoya en la geobotánica, ecología, edafología, climatología y dendrología entre otras.
Dentro de este campo encontramos la pascicultura, ciencia que estudia las técnicas necesarias para obtener una producción sostenible de los pastos; la silvopascicultura o silvopastoralismo, que relaciona y estudia en conjunto a ambas. En esta última disciplina es donde se encuadra la gestión sostenible de las dehesas, que supone el aprovechamiento tanto del ganado como de los elementos vegetales, de forma que unos son instrumento para la conservación de los otros y viceversa, consiguiéndose un equilibrio dinámico vital para estas formaciones, en las que un exceso de ganado implicaría la imposibilidad de regeneración de la dehesa, y un exceso de pasto supondría la pérdida paulatina de calidad del mismo pudiendo llegar a convertirse en alguna de las peores clases de pasto, inservibles para el ganado doméstico. 
La silvicultura es mucho más joven que la agricultura, que comenzó allá en la Edad de Piedra. Los señores feudales de Europa Central comenzaron a aprovechar sus bosques como fuente natural de recursos para la construcción, para la actividad cinegética. La silvicultura como disciplina científica no emergió hasta finales del siglo XVII, cuando en Alemania se fundó la primera escuela de ingeniería forestal como resultado de la necesidad de mantener las flotas de las correspondientes Armadas, y la incipiente escasez de buenos ejemplares para su construcción. La silvicultura nació con unos principios generales y tratamientos específicos adaptados a los bosques en los que se aplicaba. En España se inicia durante los años de la Ilustración Española, a raíz de la publicación del Informe sobre la Ley Agraria de Jovellanos. A medida que otros países fueron incorporando las técnicas silvícolas a sus montes y se fueron creando nuevas Escuelas Técnicas Superiores de Ingeniería de montes, como la francesa o la sueca, que crearían nuevas técnicas, adaptadas a las condiciones bioclimáticas de sus geografías. 
Jurídicamente la Ciencia Forestal española comenzó en el 1833, con la publicación de las Ordenanzas Generales de Montes. A partir de ahí se formó el Cuerpo de Ingenieros de Montes y su Escuela de Ingenieros de Montes, fundada en 1846. Quince años más tarde se escribía esto en la Corte: Su majestad, conocedora de los útiles servicios que los futuros ingenieros han de prestar en su día en el aprovechamiento, conservación y mejora de los montes, objeto exclusivo de la creación de la Escuela y deseando premiar, por otra parte, la aplicación y el esfuerzo de los alumnos que cursan esta carrera, se ha desvivido por declarar su designio de organizar un Cuerpo facultativo para el servicio de los montes públicos, análogo a los ya existentes de Minas y Caminos.
Los objetivos de la Escuela, según los propios documentos de la época, eran tres: una formación eminentemente práctica, una enseñanza no por vanas teorías, sino por prácticas de conducta fundadas en el ejemplo y la inspiración a los alumnos del espíritu de Cuerpo; el lema que presidía el escudo de la Escuela no deja lugar a dudas: Saber es hacer. El que no hace, no sabe.

## Problemática
La mano de obra subcontratada representa en la mayoría de los países una proporción importante y cada vez mayor de los trabajadores forestales. Aunque jurídicamente se consideren como empresarios, los contratistas tienen en algunos países una autonomía limitada y pueden ser en realidad trabajadores encubiertos. En muchos países los contratistas no están amparados por la legislación laboral y gozan de menos protección que los trabajadores que tienen un empleo. Los propios contratistas y su personal ejercen un empleo muy inestable; dada la necesidad de reducir los costos en un mercado muy competitivo, tienden a propasarse en los ritmos de trabajo y a trabajar horas excesivas. Incurren, a veces, en prácticas ilícitas como el trabajo clandestino y la contratación de inmigrados no declarados.
En muchos países tropicales, las condiciones de trabajo no reúnen los requisitos básicos en materia de alojamiento y nutrición, por no hablar de la protección social. En muchos casos, los trabajadores viven en campamentos, en lugares muy aislados. La rotación de personal suele ser muy rápida aún en muchos de los países industrializados. La silvicultura es una de las tres ocupaciones más peligrosas en casi todos los países.
En los últimos decenios, la formación de los trabajadores forestales ha progresado mucho en Europa, pero es todavía rudimentaria o inexistente en la mayoría de los países tropicales. Una buena formación es un elemento esencial para salir del círculo vicioso que constituyen los bajos niveles de productividad y de remuneración, la tasa elevada de accidentes y la rápida rotación de la mano de obra.
La industria de la madera vive profundos cambios estructurales como consecuencia de la mundialización. Muchas industrias se trasladan a lugares más próximos a donde se halla la materia prima o en donde se pagan salarios inferiores. Para aumentar el valor añadido de su actividad industrial, las industrias nacionales de conversión de la madera se han multiplicado en muchos países en desarrollo, por lo cual las empresas y los trabajadores de países tradicionalmente productores de madera se han visto obligados a reducir los costos y a adaptarse a la situación sin conculcar las normas laborales. En los nuevos lugares de explotación, las condiciones de trabajo, la protección de los trabajadores y su grado de organización son a menudo insatisfactorios.
En la industria de la celulosa y el papel, los problemas principales se derivan de la rápida evolución tecnológica y estructural, y se refieren a las cuestiones siguientes: seguridad en el empleo, planificación de los despidos, formas flexibles de trabajo y perfeccionamiento de los recursos humanos.

## Características
La silvicultura debe adaptarse a los fines que se persiguen. Si el objetivo principal es la función de producción, deben considerarse por lo menos dos aspectos. Si lo que interesa es la cantidad, hay que hacer todo lo posible para conseguir el máximo crecimiento anual. Si se busca la calidad (carpintería, contrachapado, etc.), se aumentará o reducirá el crecimiento, según sean las características del monte; generalmente, en un monte espeso, se intentará favorecer la poda natural (lo cual disminuirá el número y el diámetro de los futuros nudos del árbol). En caso de que se pretenda mantener el suelo en buen estado, o regularizar el curso de manantiales y arroyos, o regenerar un bosque degradado, se deberá evitar en lo posible poda o corte de árboles, siendo más prudente aplicar una silvicultura ecológica más conservadora.
El medio de acción más importante para el silvicultor es la tala. Hay varios tipos de talas: en el monte alto regular, se realiza la tala de sementero, la de repoblación y las talas de mejora; en el monte alto irregular, la distinción no es tan clara, y las talas tienen generalmente un carácter mixto; en el monte bajo, la tala suprime todos o casi todos los tallos existentes, aislados o en macollas.
Una de las nociones básicas de la silvicultura es la de explotación. Un árbol puede ser clasificado como "explotable" según criterios bastante diferentes.
La silvicultura, y en esto se distingue de la agricultura, se basa no en el estudio de producciones anuales, sino en el de producciones escalonadas a lo largo de 30, 50, 100 o 200 años; es necesario esperar y prever, trabajar para las generaciones siguientes; todo esto implica gran cantidad de consecuencias. Otra particularidad es la incorporación de las ganancias al capital: resulta difícil sacar exactamente lo que ha crecido desde la última tala, ya que este crecimiento viene expresado en anillos leñosos apretados y unidos; así, se pueden cometer abusos (capital sacrificado) o tomar medidas excesivamente prudentes y conservadoras (acumulación de material con el árbol).
La silvicultura depende en gran manera del origen de los bosques: la mayoría de estos son residuos (muy transformados) de la vegetación forestal primitiva que sólo se han conservado en los suelos demasiado inclinados, en los excesivamente pedregosos, en suelos muy húmedos o infértiles: ciertamente, el bosque extrae el mejor partido posible de estas tierras, pero no llega a alcanzar el desarrollo que adquiriría en los mejores suelos vecinos.